# قائمة قرارات مجلس الأمن التابع للأمم المتحدة لعام 1982
تتضمن قائمة قرارات مجلس الأمن التابع للأمم المتحدة لعام 1982 جميع القرارات الصادرة عن مجلس الأمن التابع للأمم المتحدة خلال العام 1982.

## القائمة
| رقم القرار | الرمز            | نص القرار                         | موضوع القرار                        |
| ---------- | ---------------- | --------------------------------- | ----------------------------------- |
| 500        | S/RES/500 (1982) | نص الوثيقة على موقع الأمم المتحدة | السلام والأمن الدوليين              |
| 501        | S/RES/501 (1982) | نص الوثيقة على موقع الأمم المتحدة | إسرائيل - لبنان                     |
| 502        | S/RES/502 (1982) | نص الوثيقة على موقع الأمم المتحدة | جزر فوكلاند (مالفيناس)              |
| 503        | S/RES/503 (1982) | نص الوثيقة على موقع الأمم المتحدة | جنوب أفريقيا                        |
| 504        | S/RES/504 (1982) | نص الوثيقة على موقع الأمم المتحدة | تشاد                                |
| 505        | S/RES/505 (1982) | نص الوثيقة على موقع الأمم المتحدة | جزر فوكلاند (مالفيناس)              |
| 506        | S/RES/506 (1982) | نص الوثيقة على موقع الأمم المتحدة | إسرائيل - الجمهورية العربية السورية |
| 507        | S/RES/507 (1982) | نص الوثيقة على موقع الأمم المتحدة | سيشل                                |
| 508        | S/RES/508 (1982) | نص الوثيقة على موقع الأمم المتحدة | إسرائيل - لبنان                     |
| 509        | S/RES/509 (1982) | نص الوثيقة على موقع الأمم المتحدة | إسرائيل - لبنان                     |
| 510        | S/RES/510 (1982) | نص الوثيقة على موقع الأمم المتحدة | قبرص                                |
| 511        | S/RES/511 (1982) | نص الوثيقة على موقع الأمم المتحدة | إسرائيل - لبنان                     |
| 512        | S/RES/512 (1982) | نص الوثيقة على موقع الأمم المتحدة | لبنان                               |
| 513        | S/RES/513 (1982) | نص الوثيقة على موقع الأمم المتحدة | لبنان                               |
| 514        | S/RES/514 (1982) | نص الوثيقة على موقع الأمم المتحدة | العراق - جمهورية إيران الإسلامية    |
| 515        | S/RES/515 (1982) | نص الوثيقة على موقع الأمم المتحدة | إسرائيل - لبنان                     |
| 516        | S/RES/516 (1982) | نص الوثيقة على موقع الأمم المتحدة | إسرائيل - لبنان                     |
| 517        | S/RES/517 (1982) | نص الوثيقة على موقع الأمم المتحدة | إسرائيل - لبنان                     |
| 518        | S/RES/518 (1982) | نص الوثيقة على موقع الأمم المتحدة | إسرائيل - لبنان                     |
| 519        | S/RES/519 (1982) | نص الوثيقة على موقع الأمم المتحدة | إسرائيل - لبنان                     |
| 520        | S/RES/520 (1982) | نص الوثيقة على موقع الأمم المتحدة | إسرائيل - لبنان                     |
| 521        | S/RES/521 (1982) | نص الوثيقة على موقع الأمم المتحدة | لبنان                               |
| 522        | S/RES/522 (1982) | نص الوثيقة على موقع الأمم المتحدة | العراق - جمهورية إيران الإسلامية    |
| 523        | S/RES/523 (1982) | نص الوثيقة على موقع الأمم المتحدة | إسرائيل - لبنان                     |
| 524        | S/RES/524 (1982) | نص الوثيقة على موقع الأمم المتحدة | إسرائيل - الجمهورية العربية السورية |
| 525        | S/RES/525 (1982) | نص الوثيقة على موقع الأمم المتحدة | جنوب إفريقيا                        |
| 526        | S/RES/526 (1982) | نص الوثيقة على موقع الأمم المتحدة | قبرص                                |
| 527        | S/RES/527 (1982) | نص الوثيقة على موقع الأمم المتحدة | ليسوتو - جنوب أفريقيا               |
| 528        | S/RES/528 (1982) | نص الوثيقة على موقع الأمم المتحدة | اللغة العربية في مجلس الأمن         |

## المرجع
1. ↑  "Security Council Resolutions" (بالإنجليزية). الأمم المتحدة. Archived from the original on 2018-10-19. Retrieved 22 شباط / فبراير 2017. {{استشهاد ويب}}: تحقق من التاريخ في: |تاريخ الوصول= (help)